# Gare d'Espalion
La gare d'Espalion est une  gare ferroviaire française, fermée, de la ligne de Bertholène à Espalion. Elle est située sur le territoire de la commune française d'Espalion, dans le département de l'Aveyron en région Occitanie.
Mise en service en 1908, elle est fermée au service des voyageurs en 1938 et à celui des marchandises en 1987.

## Situation ferroviaire
Établie à 370 mètres d'altitude, la gare d'Espalion est située au point kilométrique (PK) 629,056 de la ligne de Bertholène à Espalion dont elle était le terminus. La gare précédente était Bozouls.

## Histoire

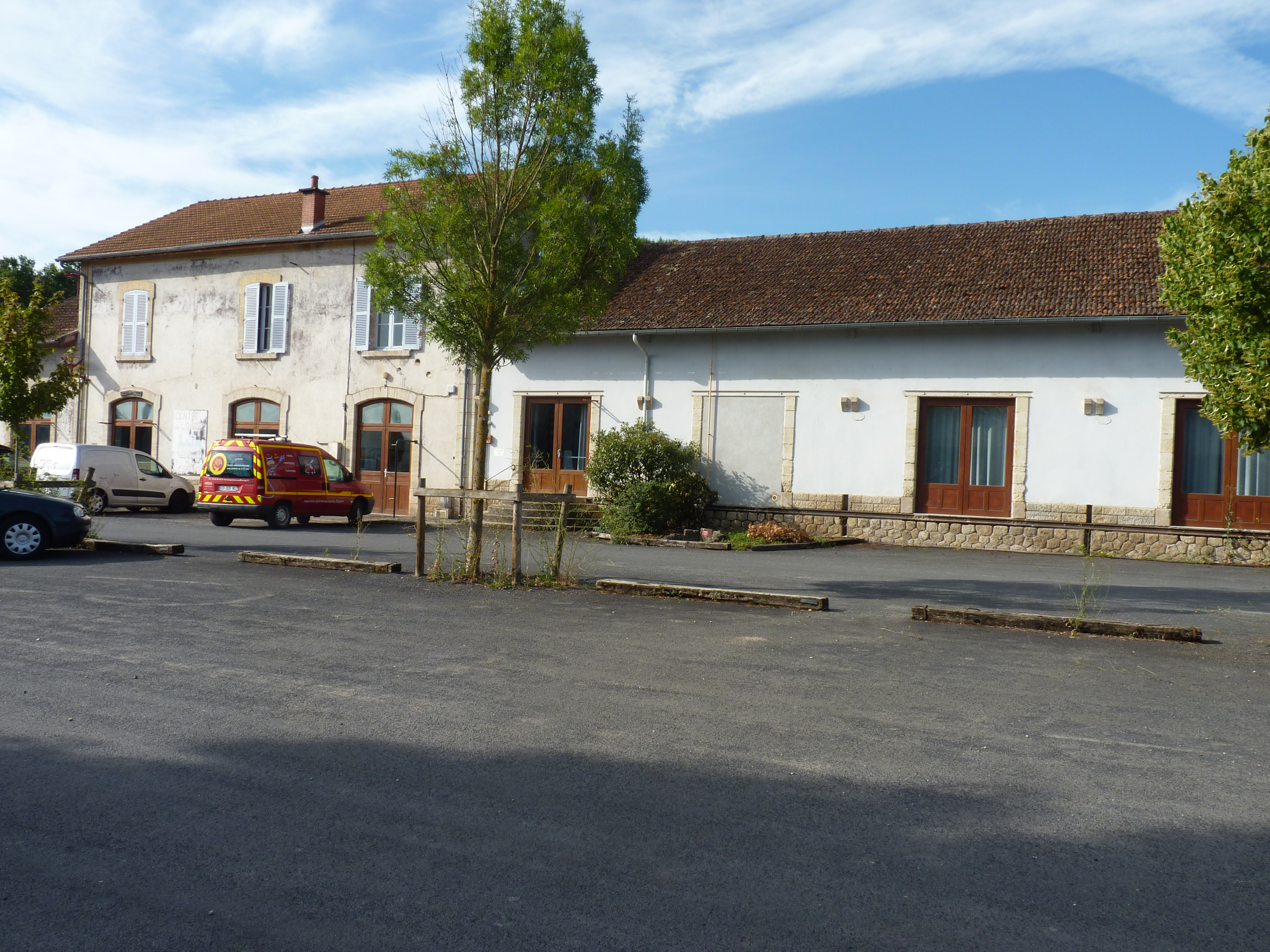
Le bâtiment voyageurs en 2019.

Mise en service le 25 juin 1908, la gare est fermée au trafic voyageurs le 5 décembre 1938 et le 1er juin 1987 pour le trafic marchandises.

## Patrimoine ferroviaire
L'ancien bâtiment voyageurs est utilisé par le conservatoire comme école de musique et ponctuellement comme théâtre.